# 勒羅伊鎮區 (堪薩斯州科菲縣)
勒羅伊鎮區（英語：Le Roy Township）為美國堪薩斯州科菲縣轄下的鎮區。2010年美国人口普查中該鎮區人口有669人。

## 地理
勒羅伊鎮區涵蓋面積54.76平方（21.14平方英里），境內的城市有勒羅伊。

### 墓園
根據美國地質調查局的資料，此鎮區擁有1座墓園：
- 勒羅伊墓園（Le Roy Cemetery）

### 溪流
通過此鎮區的溪流有：
- 克魯克德溪（Crooked Creek）
- 達克溪（Duck Creek）

### 機場
- 勒羅伊機場（Leroy Airport）

## 人口統計
根據2010年美國人口普查，勒羅伊鎮區人口有669人，住房314戶，人口密度為12.22人/每平方公里。此鎮區居民之種族中，白人佔97.91%，非裔美國人佔0%，美洲原住民佔0.15%，亞裔美國人佔0.15%，太平洋島裔美國人佔0%，其他種族佔0%，混血種族則佔1.79%。而西班牙裔或拉丁裔美國人佔此鎮區人口的2.09%。

## 外部連結
- City-Data.com （页面存档备份，存于）